# Droits de l'homme en Syrie

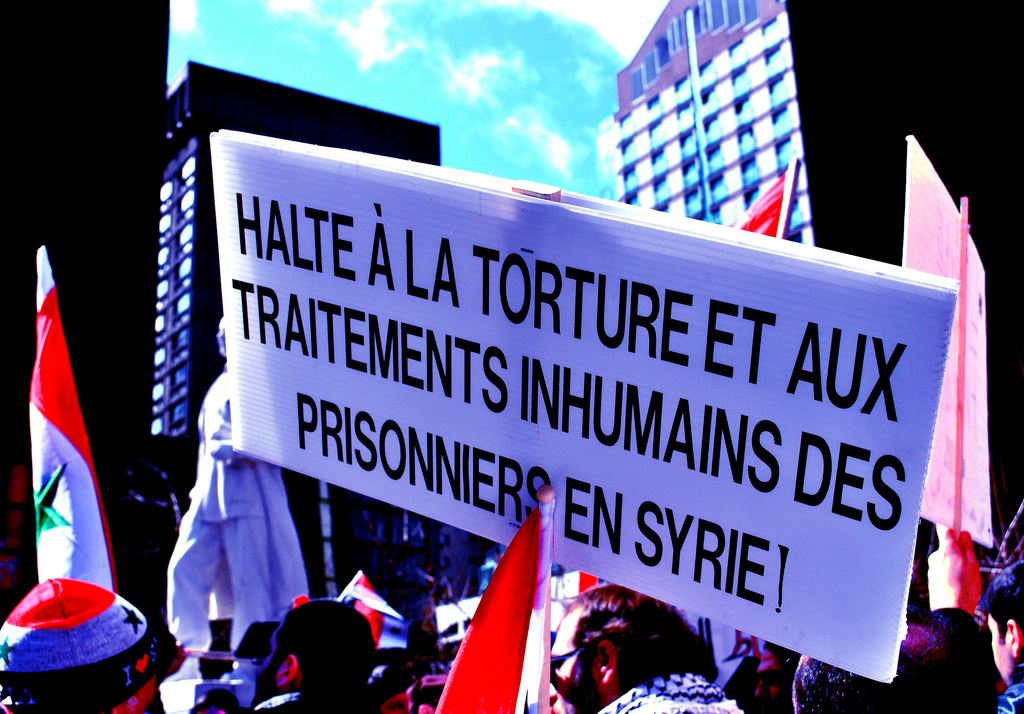
Manifestation à Montréal pour les droits de l'homme en Syrie. Sur la pancarte on peut lire: « Halte à la torture et aux traitements inhumains des prisonniers en Syrie ! »

Bien avant le conflit, qui démarre en mars 2011, la Syrie est un État régulièrement dénoncé pour son non-respect des droits de l'homme, par la communauté internationale et des ONG - comme Amnesty International ou Human Rights Watch.
Le Parti Baas, arrivé au pouvoir par un coup d'État en 1963, est le seul parti politique se présentant aux élections, et par conséquent est le seul à gouverner le pays sans interruption depuis 1963. Ce parti est à l'origine de nombreuses restrictions des libertés individuelles et politiques, il a autorisé et généralisé l'usage de la torture. La population syrienne, ainsi que les journaux et internet, sont étroitement surveillés par les moukhabarat, les services secrets, qui peuvent procéder à des arrestations arbitraires. De plus, les femmes, et les minorités ethniques - comme les Kurdes - sont victimes de nombreuses discriminations,.
Enfin, depuis le soulèvement populaire de mars 2011, suivi par l'état de guerre du pays, la situation des droits de l'homme en Syrie s'est fortement détériorée, le régime ayant été accusé de crimes de guerre et crimes contre l'humanité, et différents groupes combattants également accusés de graves exactions.
Selon The Economist Group, la Syrie est en 2015 le deuxième pays le moins démocratique du monde avec un indice de démocratie de 1,43/10.

## Atteintes aux libertés

### Liberté de culte
Si la constitution syrienne affirme la laïcité de l'état et la liberté de culte, dans la pratique il y a des restrictions à cette liberté. Selon le rapport sur la liberté de culte fait par le Département d'État des États-Unis en 2007 (en anglais, International Religious Freedom Report 2007), si la Syrie est en principe un État laïc, la constitution exige que le président soit de culte musulman et précise que la loi est basée sur les principes de la Charia (Shari'a dans le texte du rapport).
Le même rapport relève que certaines minorités religieuses continuent de subir des persécutions :
- discrimination envers les Témoins de Jéhovah puisque ceux-ci subissent une interdiction complète de culte.
- persécutions envers les missionnaires qui risquent des peines de prison pouvant aller jusqu’à 5 ans car ils représenteraient « une menace pour les relations entre les différents groupes religieux ».
- interdiction d'appartenir a une quelconque organisation salafiste, entre autres les Frères musulmans sous peine de mort. En pratique la peine se voit réduite à 12 ans de prison.

Pour pouvoir pratiquer, les différents mouvements religieux doivent s’enregistrer auprès du gouvernement. Celui-ci centralise les subventions et une demande doit lui être faite pour l'organisation de tout rassemblement ou réunion, qu'ils soient religieux ou non.
En conclusion, le gouvernement syrien — à quelques exceptions (témoins de Jéhovah et organisations salafistes) — permet la liberté de culte, tout en contrôlant les organisations religieuses par le biais des autorisations et des subventions.

### Liberté d'association et militantisme
Depuis le massacre de Hama en 1982, les Frères musulmans sont interdits en Syrie, et l'affiliation à leur organisation est traitée comme un crime passible de la peine de mort.
De même est interdit le militantisme pour l'indépendance kurde.

### Liberté de circulation
En plus de la difficulté de se munir d'un visa (seuls quelques pays comme le Liban ou l'Algérie n'exigent aucun visa des ressortissants syriens), le citoyen syrien doit obtenir un « visa de sortie » qui sera d'autant plus difficile à avoir si la personne est fichée par les services secrets.
Depuis 2011 et le développement de zones contrôlés par les différents belligérants du conflit, cette liberté a été fortement restreinte.
En 2012 et 2013, des mesures de couvre-feu ont été mises en place par les groupes extrémistes en 2012 et 2013 à Ras al-Aïn et Jindires dans la banlieue d'Afrin. Depuis juillet 2013, dans les zones contrôlées par l'État islamique il n'est plus possible aux femmes d'apparaître seules en public, elles doivent être obligatoirement accompagnées d'un homme.
Depuis décembre 2014, un mémorandum stipule que tous les hommes de nationalité syrienne âgés de 18 à 42 ans doivent demander une autorisation, délivrée par l'armée arabe syrienne, pour quitter le territoire.

### Liberté d'opinion

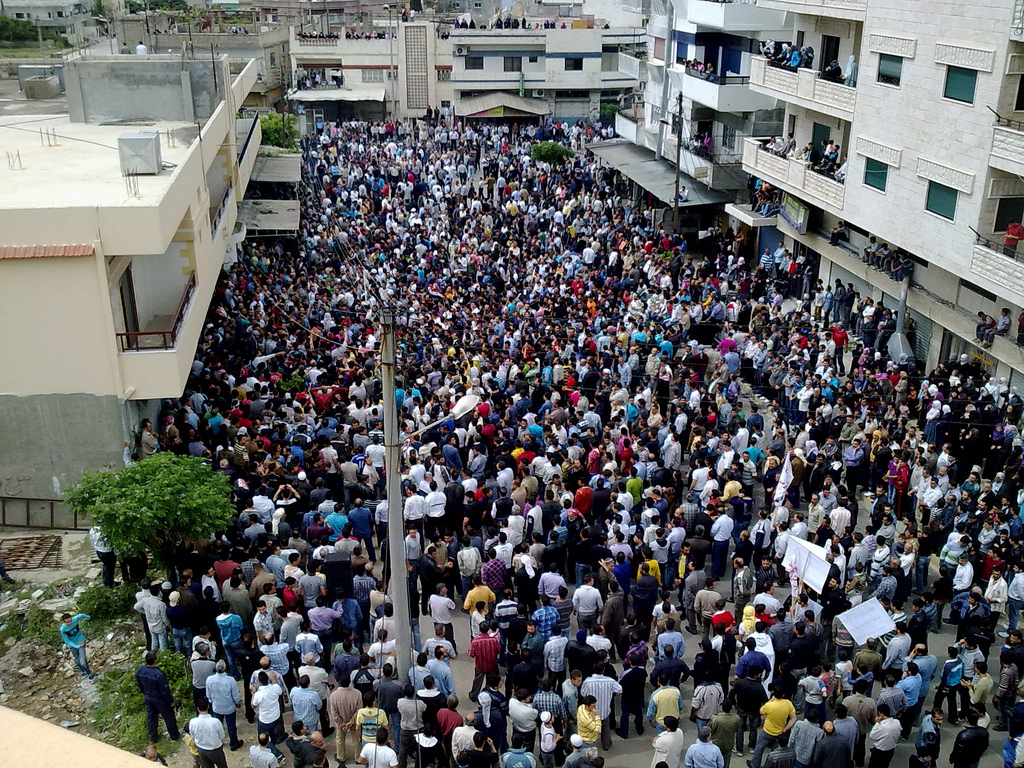
Manifestation dans la ville de Baniyas le 29 avril 2011

#### Quelques prisonniers politiques recensés
Parmi un nombre important de prisonniers politiques arrêtés en 2009 et des centaines de prisonniers politiques déjà emprisonnés alors, on recense :
- Kamal al-Labwani, militant pro-démocratique et fondateur du parti politique non autorisé l’Union démocratique libérale en Syrie. Condamné la première fois en 2001 puis libéré en 2004, il est à nouveau emprisonné pour avoir comploté avec un pays étranger ou [être] entré en contact avec une puissance étrangère en vue de l'inciter à attaquer la Syrie, il voit sa peine s’alourdir en 2008 pour diffusion de nouvelles fausses ou exagérées susceptibles d’affecter le moral du pays. Il a été libéré le 15 novembre 2011[10].
- Machaal Tammo, assassiné, en octobre 2011, alors qu'il était porte parole du Mouvement Future Kurde, a été tenu au secret douze jours durant et condamné pour « avoir agi dans le but de provoquer une guerre civile ou un combat ethnique », « conspiration » et trois autres charges souvent utilisées contre les activistes kurdes, charges pouvant mener à la peine de mort[11].
- Douze leaders d'un important rassemblement de groupes d'opposition, la Déclaration de Damas, sont toujours emprisonnés au cours d'une peine de 30 mois. Parmi eux est détenu Riad Seïf, 62 ans, un des membres du parlement. Sa condition physique est critique[12]. Autre personne notable du groupe : Michel Kilo[13].

À partir de 2011, les manifestants, personnes appelant à manifester, soutenant ou soignant des manifestants, ou exprimant des opinions critiques vis à vis du régime ou favorable à l'opposition, sont arrêtés arbitrairement et emprisonnés par milliers. 

### Liberté d'expression

#### Censure des journaux
Un contrôle étroit continue à s'appliquer malgré la multiplication des médias d'information depuis le début des années 2000. La Syrie est classée 165e sur 175 pays, selon le Press Freedom Index, établi par Reporters sans frontières.
La seule ONG syrienne spécialisée dans les questions médiatiques, le Centre syrien pour les médias et la liberté d'expression, a été fermée par le gouvernement le 13 septembre 2009. En 2021, la censure se resserre d'un cran, et des journalistes favorables au régime sont également emprisonnés.

#### Censure d'Internet
Assez ironiquement, Internet a été introduit en Syrie par Bachar el-Assad lors de son arrivée au pouvoir en 2000.
Très minoritaire au début (à peine 30 000 utilisateurs) l'usage d'internet, des téléphones portables et des réseaux sociaux s'est très rapidement développé (en 2010 un cinquième de la population avait accès au réseau).
Des blogueurs syriens, au même titre que les journalistes, ont été enlevés ou arrêtés, et torturés en détention.
Le blocage de certains sites comme YouTube, Facebook ou Wikipédia en arabe sont fréquents comme les ralentissements ou les coupures totales du réseau organisées par le gouvernement.
Depuis mars 2011 cette censure est devenue encore plus importante, avec par exemple l'instauration d'un conseil national de l'information par Bachar el-Assad le 3 décembre 2011, selon Reporters sans frontières.

#### Violences contre les journalistes et artistes
Les dénonciations contre les mauvais traitements infligés à tous ceux exprimant une opinion dérangeant le régime sont fréquentes, qu'il s'agisse d'articles de journaux, de chansons, de caricatures, de fictions...
Ainsi, les écrivains Khaled Khalifa,, Samar Yazbek, le chansonnier Ibrahim al-Qashoush et le caricaturiste Ali Ferzat ont été blessés ou tués.

### La torture en Syrie
Deux types de lieux, en particulier, sont associés à la pratique de la torture :
- les centres de détention des services de renseignements de l'armée de l'air et de la sécurité de l'État, comme celui de l’aéroport militaire de Mezzeh[23],[24],[25], où la torture est quasiment systématique et se termine très souvent par la mort du détenu, enterré de façon anonyme, sans que les familles ne soient informées ni de l'arrestation, ni de la détention, ni de la mort[23],
- les prisons, où celles et ceux ayant survécu aux centres de détention sont envoyés et où — malgré la présence de mauvais traitements — le risque de mort est moindre qu'en centre de détention[23]. De plus, les familles des prisonniers sont informées de l'emprisonnement, ce qui leur permet de faire des démarches pour s'assurer des traitements reçus, voire d'obtenir une remise en liberté. Depuis 2011, également des opérations d'échanges de prisonniers entre le régime et les rebelles permettent la libération de certains détenus[23].

Dès le début du soulèvement de 2011, la pratique de la torture se généralise encore davantage, pour toute personne soupçonnée d'être opposée au régime, des services hospitaliers sont transformés en lieux de torture,. Le SNHR, compile la mort sous la torture de 14 298 personnes, dont 63 femmes et 178 enfants, entre mars 2011 et septembre 2019.
Un photographe militaire légiste chargé de photographier les corps des détenus décédés s'enfuit avec les copies de dizaines de ces photographies. Sous le pseudonyme de César, il témoigne de son travail et de ce qu'il y a vu, des corps recouverts de marques de brûlures, aux dents et yeux arrachés, des traces de coups de câbles…
Amnesty international a interrogé plusieurs rescapés et gardiens de prison dont les témoignages concordent sur les atrocités commises, le plus souvent anonymement, à de rares exceptions près, comme Omar Alshogre, un rescapé de le Branche 215 puis de la prison de Saidnaya, qui témoigne des tortures subies et vues.
Après la chute du régime Assad, des membres de la communauté alaouite, dont d'anciens soldats, sont victimes d'exactions de la part des troupes de Hayat Tahrir al-Cham. Certains sont interrogés, accusés d'être membres du régime, et tabassés. Certains, principalement des officiers, sont victimes d'exécutions extrajudiciaires. Une dizaine de morts est à déplorer. De même, une dizaine sont morts en détention, tandis que d'autres ont été emprisonnés alors qu'ils ont remis leurs armes au nouveau régime.

## Discriminations

### Discriminations contre les minorités ethniques
La Syrie est un pays partagé entre plusieurs communautés, avec une population majoritairement musulmane sunnite, mais un pouvoir politique avec une forte représentation de la minorité alaouite, à laquelle appartient le président Bachar el-Assad. En plus de ces communautés, il faut compter les druzes, les kurdes, les multiples communautés chrétiennes et des camps de réfugiés palestiniens.
L'ONG Human Rights Watch fait état de discriminations et de refus de la nationalité syrienne à l'encontre des kurdes.

### Discriminations contre les femmes
La constitution syrienne garantit l’égalité des sexes et beaucoup de femmes exercent une activité professionnelle au même titre que les hommes, cependant le code pénal contient des articles discriminatoires à l'encontre des femmes.
Par exemple, le code pénal autorise un juge à suspendre toute démarche judiciaire contre un violeur, si ce dernier fait le choix d'épouser sa victime. De même le code pénal donne un fondement juridique aux « crimes d'honneur » autrement dit l'agression ou le meurtre d'une femme qui aurait « souillé » l'honneur de sa famille par sa mauvaise conduite.
Les épouses ont besoin de l'accord de leurs maris pour voyager et les procédures de divorce sont défavorables aux femmes.

### Discriminations contre les homosexuels
L'article 520 du code pénal de 1949 punit les relations homosexuelles ou « relations charnelles contre nature » de 3 ans d'emprisonnement.
En 2010, la police syrienne a arrêté près de 25 hommes lors d'une seule opération policière pour différents motifs allant d'actes homosexuels à l'utilisation de drogues.

## Guerre civile
Les violations des droits de l'homme pendant la période de guerre civile, qui débute en mars 2011, ont été graves et nombreuses selon l'ONU qui accuse le régime syrien de crimes de guerre,,,,, et de crimes contre l'humanité,. L'État islamique, mais aussi les forces pro-kurdes,, et les groupes rebelles, comme Ahrar al-Cham ou Jabhat al-Nusra entre autres, sont également accusés de pratiquer de nombreuses exactions (meurtres, enlèvements, tortures…) sur la population civile.
Grâce aux civils syriens qui ont quitté leur pays et à l'usage de Skype et des téléphones portables — quand les réseaux de télécommunication fonctionnent — et aussi des serveurs libanais pour les Syriens vivant près de la frontière avec le Liban les informations arrivent à circuler et à sortir de Syrie, sur les exactions des rebelles mais aussi les crimes commis par les forces armées du régime et les shabiha, des milices pro-gouvernementales,,. En août 2014, l'ONU estime à plus de 191 000 personnes tuées entre mars 2011, le début de la guerre en Syrie et fin avril 2014. En février 2016, ce chiffre atteindrait 500 000 morts, dont 400 000 directement tués à cause des combats et 70 000 à cause de pénuries, selon un rapport du Centre syrien pour la recherche politique, une ONG.

### Filmographie
- Syrie, le cri étouffé, réalisé par Manon Loizeau et coécrit avec Annick Cojean, avec l’aide de Souad Wheidi, diffusé le mardi 12 décembre 2017 sur France 2